# Leorda
Leorda è un comune della Romania di 2 736 abitanti, ubicato nel distretto di Botoșani, nella regione storica della Moldavia.
Il comune è formato dall'unione di cinque villaggi: Belcea, Costinești, Dolina, Leorda, Mitoc.